# Datyń (gmina)
Datyń – dawna gmina wiejska istniejąca do 1939 roku w woj. wołyńskim (obecnie na Ukrainie). Siedzibą gminy był Datyń.
W okresie międzywojennym gmina Datyń należała do powiatu kowelskiego w woj. wołyńskim. Według stanu z dnia 4 stycznia 1936 roku gmina składała się z 12 gromad. Po wojnie obszar gminy Datyń wszedł w struktury administracyjne Związku Radzieckiego.